# Andorra i olympiska sommarspelen 2004
Andorra i olympiska sommarspelen 2004 bestod av 6 idrottare som blivit uttagna av Andorras olympiska kommitté.

## Friidrott
Herrar
Bana, maraton och gång
| Idrottare      | Gren    | Heat     | Heat      | Kvartsfinal | Kvartsfinal | Semifinal | Semifinal | Final    | Final     |
| Idrottare      | Gren    | Resultat | Placering | Resultat    | Placering   | Resultat  | Placering | Resultat | Placering |
| -------------- | ------- | -------- | --------- | ----------- | ----------- | --------- | --------- | -------- | --------- |
| Antoni Bernado | Maraton | i.u.     | i.u.      | i.u.        | i.u.        | i.u.      | i.u.      | 2:23:55  | 57        |

Damer
Bana, maraton och gång
| Idrottare     | Gren        | Heat     | Heat      | Kvartsfinal | Kvartsfinal | Semifinal        | Semifinal        | Final            | Final            |
| Idrottare     | Gren        | Resultat | Placering | Resultat    | Placering   | Resultat         | Placering        | Resultat         | Placering        |
| ------------- | ----------- | -------- | --------- | ----------- | ----------- | ---------------- | ---------------- | ---------------- | ---------------- |
| Silvia Felipo | 1 500 meter | 4:44,40  | 13        | i.u.        | i.u.        | Gick inte vidare | Gick inte vidare | Gick inte vidare | Gick inte vidare |

## Judo
Herrar
| Idrottare   | Gren                | Sextondelsfinal             | Åttondelsfinal       | Kvartsfinal          | Semifinal            | Återkval             | Final                | Final            |
| Idrottare   | Gren                | Motståndare Resultat        | Motståndare Resultat | Motståndare Resultat | Motståndare Resultat | Motståndare Resultat | Motståndare Resultat | Placering        |
| ----------- | ------------------- | --------------------------- | -------------------- | -------------------- | -------------------- | -------------------- | -------------------- | ---------------- |
| Toni Besoli | Mellanvikt (-90 kg) | Geraldino (DOM) L 0000–1000 | Gick inte vidare     | Gick inte vidare     | Gick inte vidare     | Gick inte vidare     | Gick inte vidare     | Gick inte vidare |